# تل مونكا
تل مونكا، هو جبل يقع في جبال كاتسكيل في نيويورك شمال-شمال غرب تل باين. يقع تل مونكا شرق جبل روز